# Borzyszkowo (gmina Sławno)
Borzyszkowo – osada leśna w Polsce położona w województwie zachodniopomorskim, w powiecie sławieńskim, w gminie Sławno.
Borzyszkowo należy do sołectwa Boleszewo, a do obrębu geodezyjnego Stary Kraków.
Na jednym ze skanów map geoportal miejsce jest podpisane Borzyszkowiec.
Miejscowość składa się z dwóch części odległych o około 1 km. W zachodniej części są dwa budynki mieszkalne.  Wschodnia części zwana Emilianowo jest siedzibą Leśnictwa Emilianowo, należącego do Nadleśnictwa Sławno.
Około 2 km na północ od miejscowości znajduje się osada o identycznej nazwie Borzyszkowo położona w powiecie sławieńskim, w gminie Darłowo.
W latach 1975–1998 miejscowość administracyjnie należała do województwa słupskiego.